# Leslie Carter
Leslie Barbara Carter, född 6 juni 1986 i Tampa, Florida, död 31 januari 2012 i Westfield i New York, var en amerikansk sångerska. Vid 13 års ålder, 1999, skrev hon på ett skivkontrakt med Dreamworks. De spelade in ett album som inte släpptes. En av låtarna, "Like Wow!", var med på soundtracket till filmen Shrek och gavs ut som singel.
Hon var dotter till Robert Carter och Jane, född Spaulding, som skildes 2004, samt var syster till Nick (medlem i Backstreet Boys), Angel, Aaron och Bobbie Jean "BJ" Carter. Tillsammans med syskonen spelade hon in reality-TV-serien House of Carter som visades i en säsong på E! under 2006.
Leslie Carter hade en historik med tablettmissbruk och 31 januari 2012 hittades Carter medvetslös i sitt hem i Mayville, New York. Hon dödförklarades senare på Westfield Memorial Hospital i Westfield i New York. Leslie Carter efterlämnade maken Mike Ashton och dottern Alyssa.